# 罗波河
罗波河，位于中国广西壮族自治区南宁市武鸣县东部，是香山河右岸支流，发源于武鸣县马头镇硕板村东北，西南流至陆斡镇卢覃村北汇入香山河。干流长31千米，流域面积152平方千米。